# Ollonberg
Ollonberg är en utslocknad svensk adelsätt som dog ut 1892, där en likaledes utslocknad gren har haft friherrlig värdighet.  Den adliga grenen har även varit introducerad på Finlands riddarhus.

## Personer med efternamnet Ollonberg
- Tore Ollonberg (1611–1690), häradshövding
- Carl Ollonberg (1677–1745), överste
- Ture Ollonberg (1704–1761), lagman och häradshövding
- Christina Silfwerschiöld, född Ollonberg (1719–1787), författarinna
- Carl Ollonberg (1740–1818), överste